# Энни Оукли (фильм, 1894)
«Э́нни О́укли» (англ. Annie Oakley) — немой короткометражный фильм, снятый на студии Томаса Эдисона. Премьера состоялась в США в 1894 году.

## Сюжет
Женщина-стрелок Энни Оукли (1860—1926) стреляет по статичным и летящим мишеням.